# Iwogumoa interuna
Iwogumoa interuna är en spindelart som först beskrevs av Nishikawa 1977.  Iwogumoa interuna ingår i släktet Iwogumoa och familjen mörkerspindlar. Inga underarter finns listade i Catalogue of Life.